# Melanostoma wollastoni
Melanostoma wollastoni är en tvåvingeart som beskrevs av Wakeham-dawson, Aguiar, Smit, Mccullough och Colin W. Wyatt 2004. Melanostoma wollastoni ingår i släktet gräsblomflugor, och familjen blomflugor.
Artens utbredningsområde är Madeira. Inga underarter finns listade i Catalogue of Life.